# Microdon trimacula
Microdon trimacula är en tvåvingeart som beskrevs av Charles Howard Curran 1928. Microdon trimacula ingår i släktet myrblomflugor, och familjen blomflugor. Inga underarter finns listade i Catalogue of Life.